# دهستان مقام (مقام لنجة)
دهستان مقام (بالفارسية: دهستان مقام) هي قرية تقع في إيران في بلدة شيبكوه. يقدر عدد سكانها ب 3000 نسمة .